# Reddyanus problematicus
Espèce
Synonymes
- Isometrus problematicus Kovařík, 2003

Reddyanus problematicus est une espèce de scorpions de la famille des Buthidae.

## Distribution
Cette espèce est endémique d'Inde. Elle se rencontre dans le Territoire de Pondichéry à Karikal et au Tamil Nadu.

## Description
La femelle holotype mesure 22 mm.

## Systématique et taxinomie
Cette espèce a été décrite sous le protonyme Isometrus problematicus par Kovařík en 2003. Elle est placée dans le genre Reddyanus par Kovařík, Lowe, Ranawana, Hoferek, Jayarathne, Plíšková et Šťáhlavský en 2016.

## Publication originale
- Kovařík, 2003 : « A review of the genus Isometrus Ehrenberg, 1828 (Scorpiones: Buthidae) with descriptions of four new species from Asia and Australia. » Euscorpius, no 10, p. 1-19 (texte intégral).